# Kanadasik
Kanadasik (Coregonus clupeaformis) är en fiskart som först beskrevs av Mitchill, 1818.  Kanadasik ingår i släktet Coregonus och familjen laxfiskar. Inga underarter finns listade i Catalogue of Life.